# Susan River (Kalifornien)
Der Susan River ist ein Fluss im Nordosten des US-Bundesstaats Kalifornien mit einer Länge von etwa 108 km, der von einem trockenen Plateau aus vulkanischem Hochland an der Wasserscheide zwischen dem Großen Becken und dem Einzugsgebiet des Pazifischen Ozeans in den intermittierenden Honey Lake abfließt. Der Fluss durchquert das Lassen County in annähernd östlicher Richtung an Susanville vorbei und mündet in das nördliche Ende des Honey Lake. Zusammen mit dem Fredonyer Pass bildet der Susan River die nördliche Grenze der Sierra Nevada.

## Geschichte
Der Susan River und die Stadt Susanville wurden 1857 nach Susan Roop, der Tochter des frühen Siedlers Isaac Roop, benannt.

## Verlauf
Der Susan River entspringt im Caribou Lake, der aufgestaut ist, auf einer Höhe von 2003 m. Er fließt nach Osten, erreicht das Große Becken, wo er etwa 11 Meilen nordwestlich von Susanville zum McCoy Flat Reservoir aufgestaut wird. Bei Johnstonville leitet der Lake Leavitt Inlet Canal den Susan River nach Süden zum Lake Leavitt um. Der verbleibende Susan River, mit verschiedenen Zuflüssen, fließt an Litchfield vorbei und wird durch ein kompliziertes System von Kanälen und Deichen zur Bewässerung der umliegenden Ranchgebiete umfassend verändert. Als Nächstes erreicht der Fluss die Honey Lake State Wildlife Area und schließlich den Honey Lake selbst auf einer Höhe von 1217 m.